# Mixocera latilineata
Mixocera latilineata är en fjärilsart som beskrevs av Walker 1866. Mixocera latilineata ingår i släktet Mixocera och familjen mätare. Inga underarter finns listade i Catalogue of Life.